# Elim Olfínechta
Elim Olfínechta, fils de Rothechtaid Rotha, est, selon les légendes médiévales et la tradition pseudo-historique irlandaise Ard ri Erenn.

## Règne
Il succède à son père comme Ard ri Erenn après que ce dernier ait été tué par un éclair mais ne demeure sur le trône qu'une année avant d'être tué par Gíallchad, petit-fils de Sírna Sáeglach, le Haut roi qui avait été détrôné par le père d'Elim.
Son surnom provient d'une « Neige ayant le goût de vin »(vieil irlandais oll, « grand », fín, « vin », snechta, « neige ») qui serait tombée sur l'Irlande pendant son règne.
Son fils Art Imlech sera lui aussi Ard ri Erenn.

## Chronologie
Le Lebor Gabála Érenn synchronise son règne avec celui de  Phraortès sur les  Mèdes (vers 665-633 av. J.-C. ). La chronologie de Geoffrey Keating Foras Feasa ar Éirinn lui assigne comme dates  787-786 av. J.-C. et les  Annales des quatre maîtres  de 1024-1023 av. J.-C..

## Source
- (en) Cet article est partiellement ou en totalité issu de l’article de Wikipédia en anglais intitulé « Elim Olfínechta » (voir la liste des auteurs), édition du 7 avril 2012.